# Roost-Warendin
Roost-Warendin – miejscowość i gmina we Francji, w regionie Hauts-de-France, w departamencie Nord.
Według danych na rok 1990 gminę zamieszkiwały 6413 osoby, a gęstość zaludnienia wynosiła 896 osób/km² (wśród 1549 gmin regionu Nord-Pas-de-Calais Roost-Warendin plasuje się na 137. miejscu pod względem liczby ludności, natomiast pod względem powierzchni na miejscu 509.).

## Współpraca
- Haltern am See, Niemcy